# پاک‌کننده: تولد دوباره
پاک‌کننده: تولد دوباره (به انگلیسی: Eraser: Reborn) یک فیلم اکشن و دلهره‌آور آمریکایی است که به عنوان یک بازراه‌اندازی از فیلم پاک‌کننده (۱۹۹۶) به‌شمار می‌رود و همچنین به عنوان قسمت بعدی این فرانچایز توصیف می‌شود. این فیلم به کارگردانی جان پوگ بر اساس فیلمنامه‌ای از مایکل دی. وایس، حول یک آژانس مخفی است که متخصص مهندسی مرگ جعلی شاهدانی است که نیازی به باقی گذاشتن هیچ اثری از وجود خود ندارند. بازیگر بریتانیایی دومینیک شروود در نقش اصلی مارشال میسون پولارد ایالات متحده ایفای نقش می‌کند.
این فیلم در ۷ ژوئن ۲۰۲۲ مستقیماً در رسانه خانگی منتشر شد. بعداً در پاییز ۲۰۲۲ از اچ‌بی‌او مکس پخش شد.

## داستان
مارشال ایالات متحده میسون پولارد یک متخصص حفاظت از شاهدان است. به ویژه، او قبل از ارائه یک هویت جدید، مرگ‌های ساختگی را سازماندهی می‌کند. او اکنون باید از رینا کیمورا، همراه یک جنایتکار بزرگ مراقبت کند. میسون علاوه بر فرار از دست قاتلان مسئول از بین بردن این شاهد دردسرساز، باید با خیانت تیمش نیز روبرو شود.